# Saint-Germain-sur-Sarthe
Pour les articles homonymes, voir Saint-Germain.
Saint-Germain-sur-Sarthe est une ancienne commune française et une commune déléguée de la commune nouvelle de Fresnay-sur-Sarthe, située dans le département de la Sarthe en région Pays de la Loire, peuplée de 516 habitants (les Saint-Germinois).
Le 1er janvier 2019, elle fusionne avec Coulombiers et Fresnay-sur-Sarthe (commune déléguée) pour constituer la commune nouvelle de Fresnay-sur-Sarthe.
La commune fait partie de la province historique du Maine.

## Géographie

### Communes limitrophes
|                                              | Fyé                      |             |
| Fresnay-sur-Sarthe, Saint-Ouen-de-Mimbré     | Saint-Germain-sur-Sarthe | Coulombiers |
| Saint-Aubin-de-Locquenay, Moitron-sur-Sarthe | Piacé                    |             |

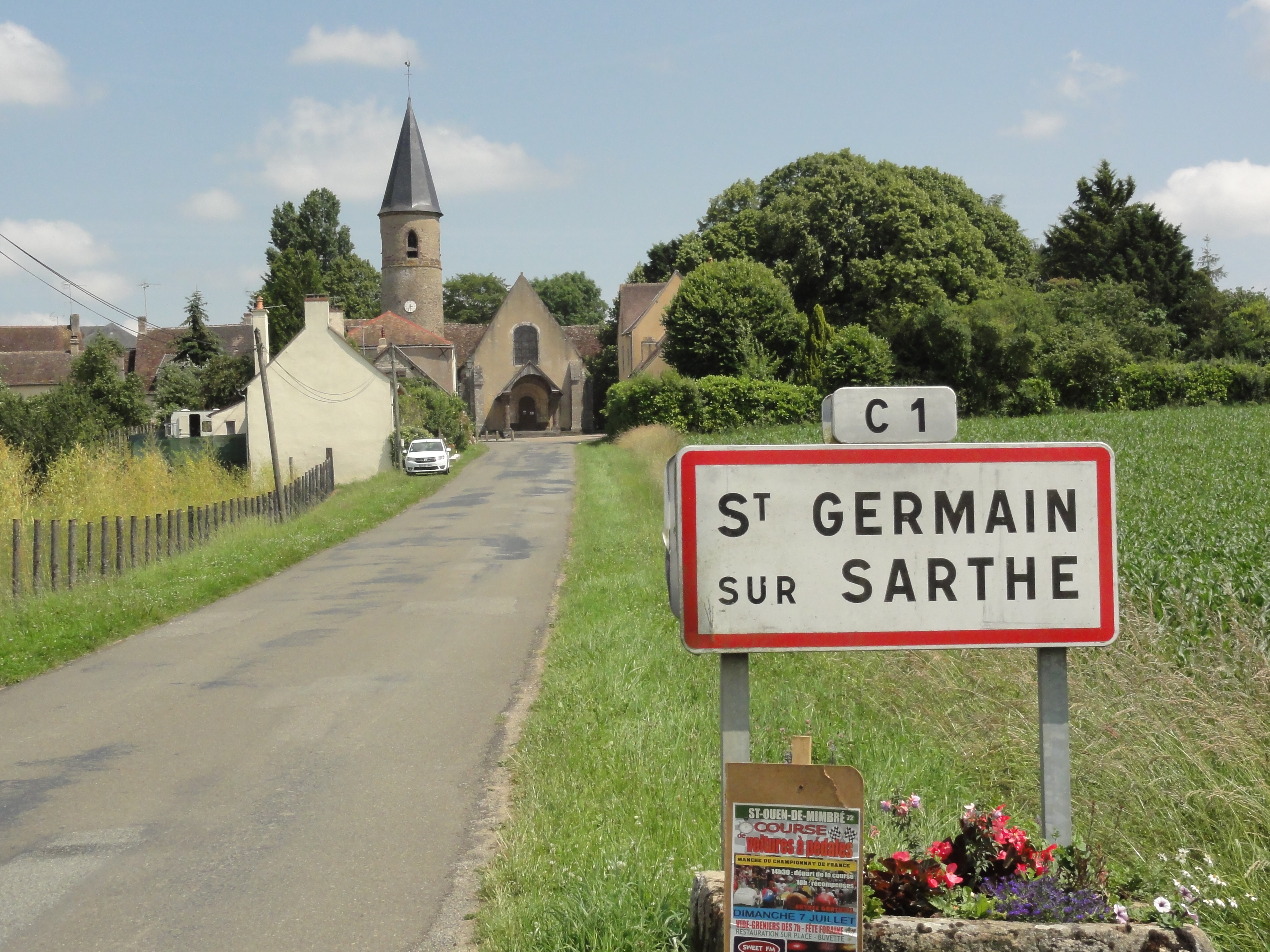
Entrée de Saint-Germain-sur-Sarthe.
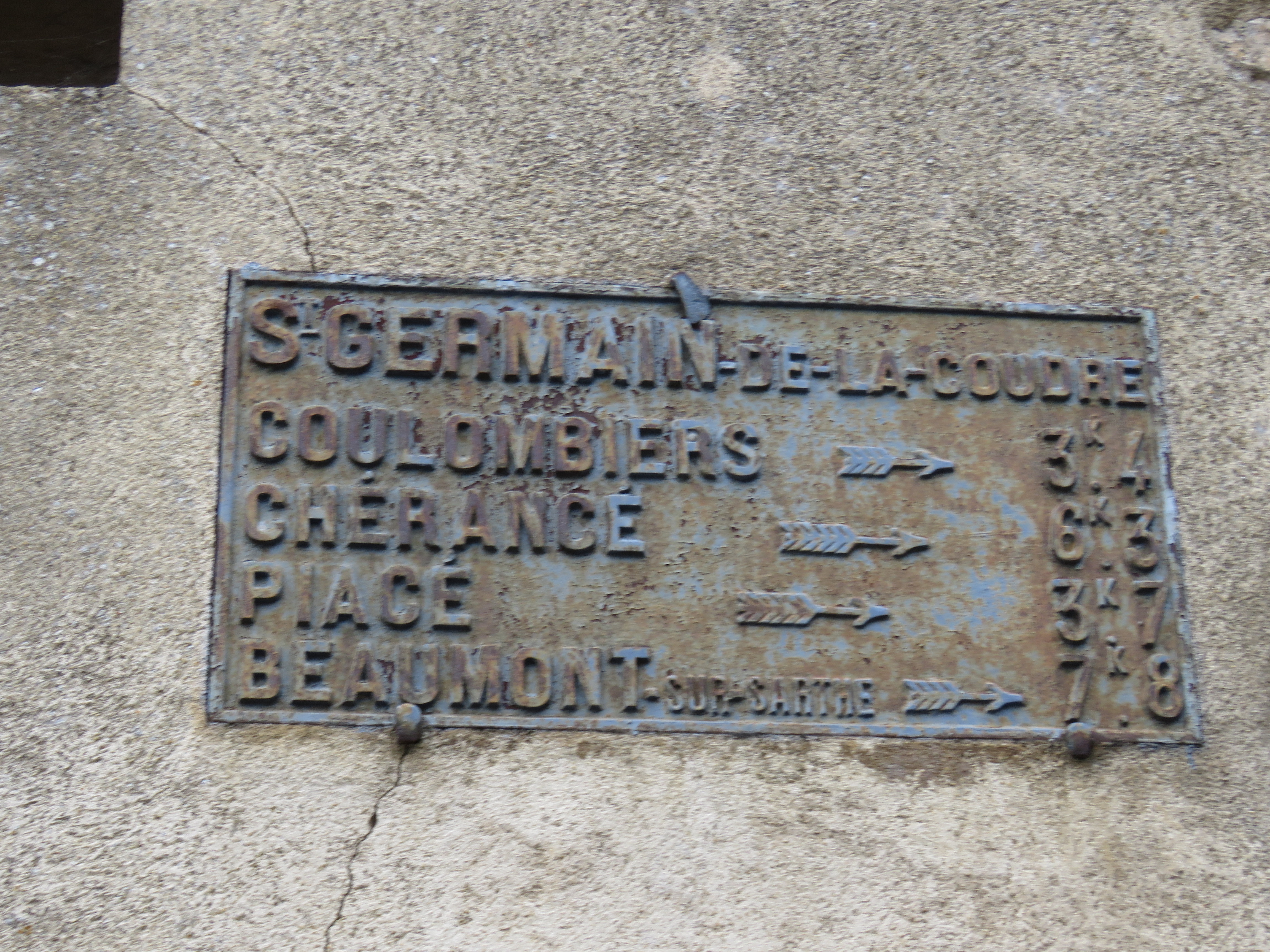
Plaque de cocher rue du chêne.

### Lieux-dits et écarts
La Hutte est un hameau situé sur la commune de Saint-Germain-sur-Sarthe. Il est placé au carrefour des axes routiers Mamers - Fresnay-sur-Sarthe et Le Mans - Alençon.

### Voies de communication et transports
- Gare ferroviaire de la Hutte-Coulombiers.

## Toponymie
Mentionné dès 1097 sous le nom de Sancti Germani de Coldria, ce bourg a pour nom Saint-Germain-de-la-Coudre jusqu'en 1952. En effet, pour des raisons administratives (erreur de destination) avec la commune de Saint-Germain-de-la-Coudre dans l'Orne, un arrêté ministériel de 1952 lui a donné le nom de Saint-Germain-sur-Sarthe. La première partie du toponyme correspond au nom latin Germanus, qui peut être soit un évêque d’Auxerre au Ve siècle soit un évêque de Paris au VIe siècle. La seconde partie de l'ancien toponyme représente le noisetier (du latin corylus, francisé en coudre puis en coudrier), alors que celle du nouveau toponyme se réfère au nom de la rivière qui borde la commune au sud. Sous la Révolution française, on remplaça temporairement ce toponyme à consonnance trop religieuse par L’Unité-du-Perron.

## Politique et administration

### Administration municipale

#### Administration actuelle
| Période      | Période                    | Identité     | Étiquette | Qualité                    |
| ------------ | -------------------------- | ------------ | --------- | -------------------------- |
| janvier 2019 | En cours (au 22 juin 2020) | Alain Courné | SE        | Retraité de la gendarmerie |

#### Administration ancienne
| Période                                  | Période       | Identité        | Étiquette | Qualité                    |
| ---------------------------------------- | ------------- | --------------- | --------- | -------------------------- |
| Les données manquantes sont à compléter. |               |                 |           |                            |
| avant 1981                               | ?             | Léon Adam       |           |                            |
| 1989                                     | mars 2008     | Michelle Letard |           |                            |
| mars 2008                                | décembre 2018 | Alain Courné    | SE        | Retraité de la gendarmerie |

## Population et société

### Démographie
En 2021, la commune comptait 516 habitants. Depuis 2004, les enquêtes de recensement dans les communes de moins de 10 000 habitants ont lieu tous les cinq ans (en 2004, 2009, 2014, etc. pour Saint-Germain-sur-Sarthe) et les chiffres de population municipale légale des autres années sont des estimations.
| 1793 | 1800 | 1806 | 1821 | 1831  | 1836  | 1841 | 1846 | 1851 |
| ---- | ---- | ---- | ---- | ----- | ----- | ---- | ---- | ---- |
| 838  | 898  | 916  | 926  | 1 008 | 1 028 | 960  | 947  | 937  |

| 1856  | 1861 | 1866 | 1872 | 1876 | 1881 | 1886 | 1891 | 1896 |
| ----- | ---- | ---- | ---- | ---- | ---- | ---- | ---- | ---- |
| 1 010 | 966  | 966  | 918  | 866  | 800  | 803  | 762  | 693  |

| 1901 | 1906 | 1911 | 1921 | 1926 | 1931 | 1936 | 1946 | 1954 |
| ---- | ---- | ---- | ---- | ---- | ---- | ---- | ---- | ---- |
| 674  | 609  | 587  | 558  | 597  | 551  | 566  | 598  | 515  |

| 1962 | 1968 | 1975 | 1982 | 1990 | 1999 | 2004 | 2009 | 2014 |
| ---- | ---- | ---- | ---- | ---- | ---- | ---- | ---- | ---- |
| 452  | 455  | 425  | 429  | 433  | 435  | 444  | 535  | 572  |

| 2018 | - | - | - | - | - | - | - | - |
| ---- | - | - | - | - | - | - | - | - |
| 539  | - | - | - | - | - | - | - | - |

### Activité et manifestations

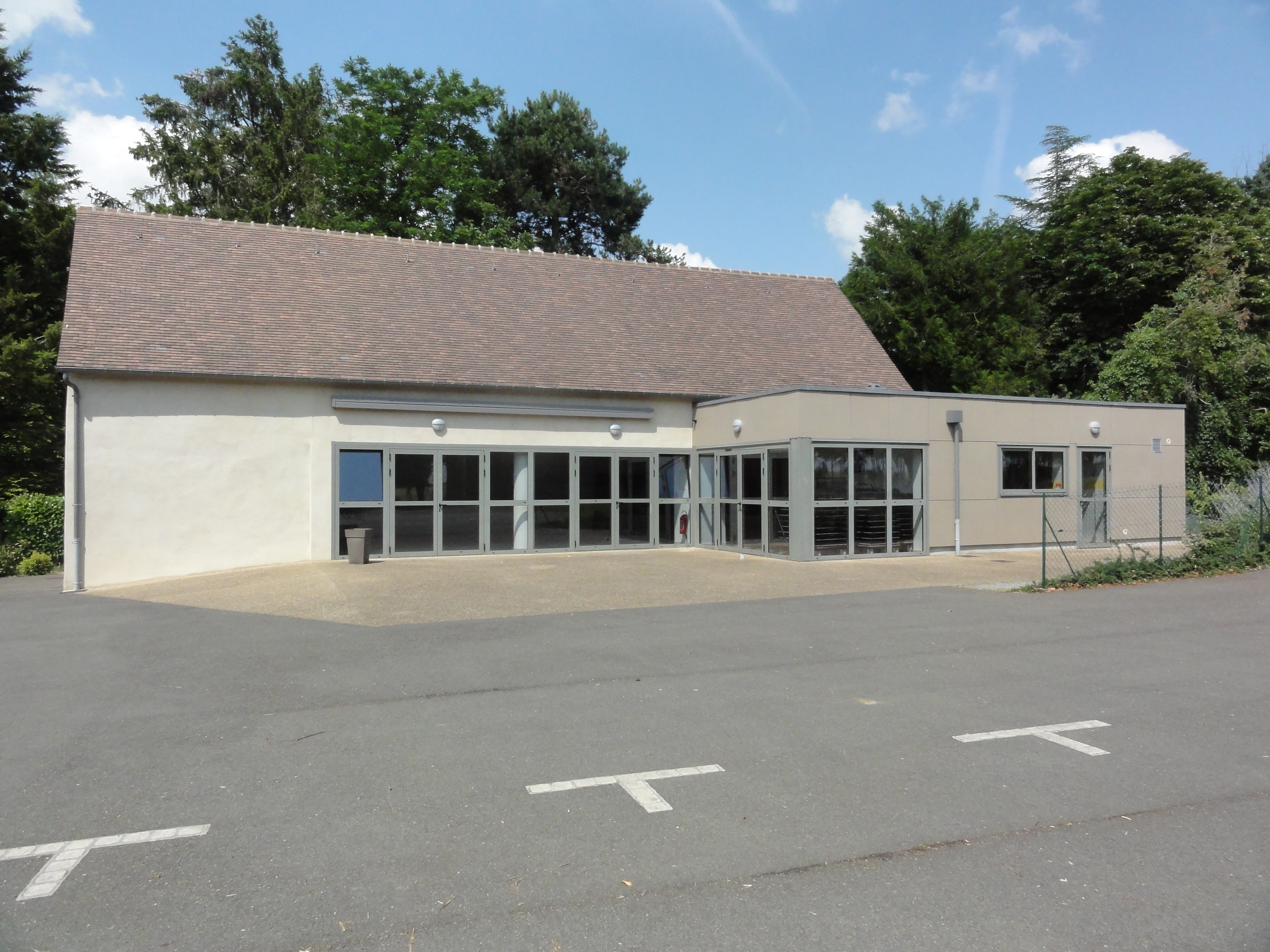
Salle des fêtes.

Un vide-greniers est organisé tous les ans, le plus souvent en septembre, par le comité des fêtes de Saint-Germain qui organise également une soirée dansante avec repas en juin.

## Économie
- Exploitations agricoles.

## Culture locale et patrimoine

### Lieux et monuments

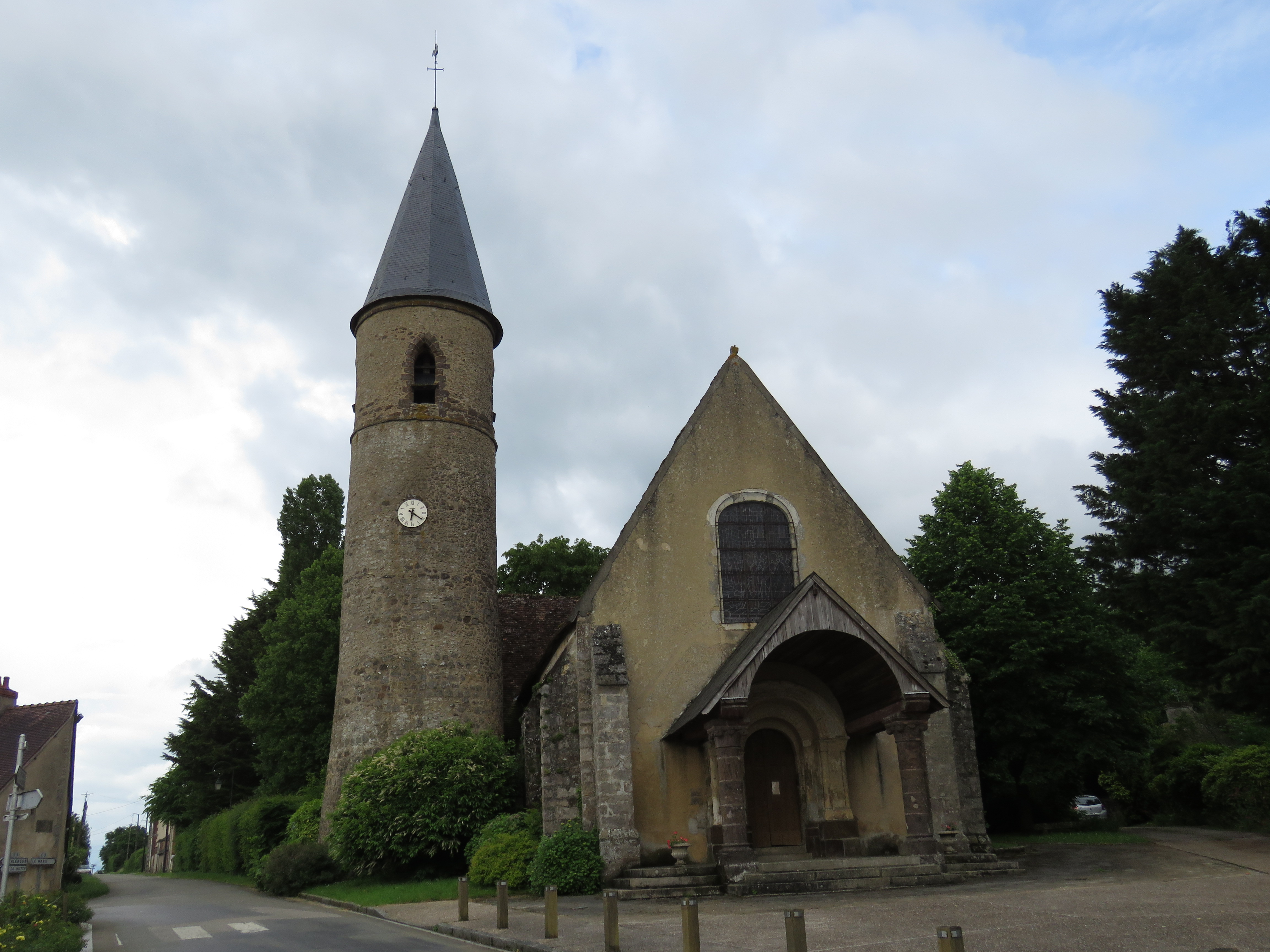
L'église Saint-Germain.

- Église Saint-Germain, datée du XIIe siècle dans ses parties les plus anciennes, a gardé tout son caractère roman. Seules les deux chapelles latérales ont été construites à la fin du Moyen Âge.

Cette église présente également deux originalités architecturales : son porche et sa tour qui servait sans doute de tour de guet.
Elle possède aussi de très beaux vitraux modernes du XXe siècle dont la plupart ont été réalisés par le maître-verrier Fournier. Ils représentent tous des scènes religieuses.
Elle est inscrite pour son portail au titre des monuments historiques en 1927,..
On peut y apercevoir une horloge solaire sur le mur opposé à la tour.
- Croix de chemin.

La commune de Saint-Germain-sur-Sarthe propose un bel échantillon de croix dites « archaïques ».
Une notamment a l'originalité de présenter sur le pied central un cercle sculpté d'une croix qui servait de repère aux pèlerins et voyageurs. Une autre est dite « patée » et présente la particularité d'être asymétrique avec notamment des branches évasées et non régulières.
- Monument aux morts
- Lavoir.

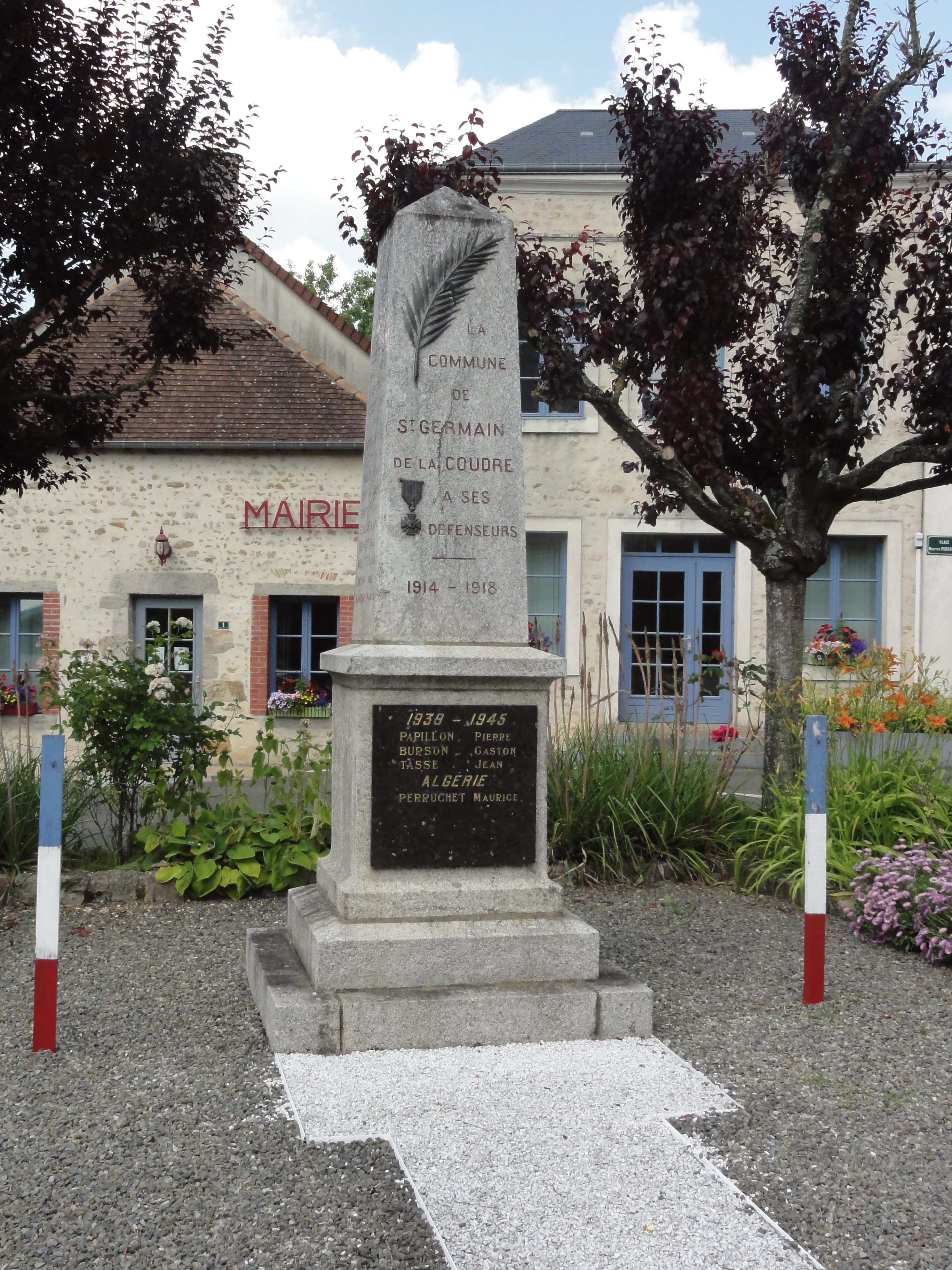
Monument aux morts.
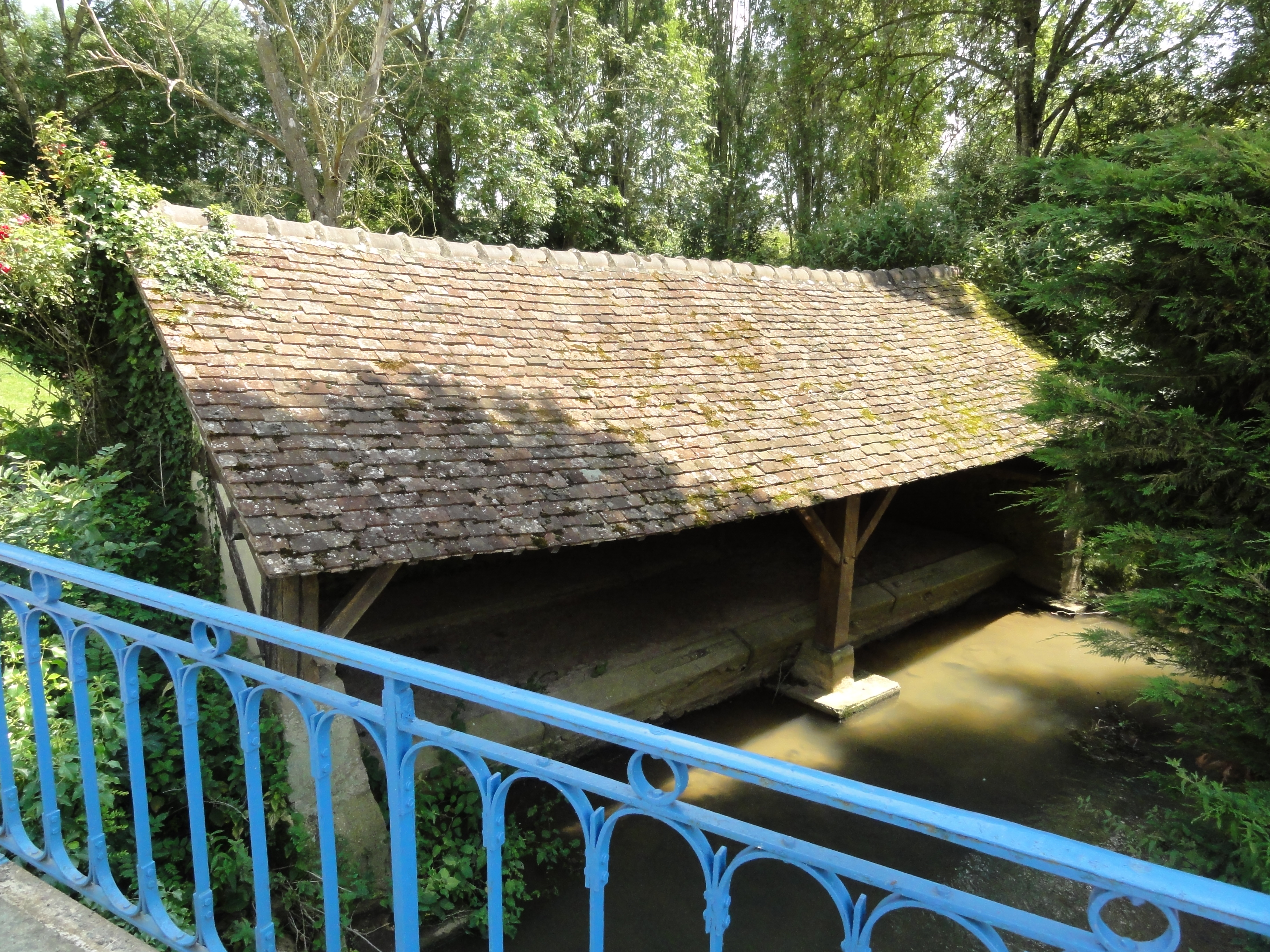
Lavoir.